# Reapropiación
En lingüística, la reapropiación, recuperación o resignificación es el proceso cultural por el que un grupo reclama para sí palabras o artefactos que antes eran utilizados de forma despectiva hacia ese grupo[cita requerida]. Es una forma específica de cambio semántico (es decir, cambio en el significado de una palabra). La reapropiación lingüística puede tener implicaciones más amplias en el ámbito del discurso y se ha descrito en términos de empoderamiento personal o sociopolítico. En este sentido, la reapropiación es el proceso a través del cual se toma un texto o término preexistente y, mediante un nuevo montaje o una nueva ubicación espacio-temporal, se produce un texto nuevo que funciona como mecanismo para desestabilizar una narrativa hegemónica, en un contexto de relaciones de poder.

## Reapropiación de la injuria
Una palabra recuperada o reapropiada es una palabra que en su momento fue peyorativa pero que se ha vuelto a utilizar de forma aceptable, normalmente empezando por quien era su destinatario original, es decir, las comunidades que habían sido descritas peyorativamente por tal palabra, y extendiéndose posteriormente también a la población en general. Algunos de los términos reapropiados se originaron como términos no peyorativos que con el tiempo se volvieron peyorativos. Reapropiarlos puede considerarse como una restauración de su intención original. Sin embargo, esto no se aplica a todas las palabras de tal tipo, ya que algunas se utilizaron de forma peyorativa desde el principio.
Desde el punto de vista de la teoría lingüística, la reapropiación puede considerarse un caso específico de un tipo de cambio semántico, a saber, de mejora, un proceso mediante el cual el significado de una palabra se vuelve más positivo con el tiempo.
Brontsema sugirió que existen al menos tres objetivos identificables de la reapropiación: En primer lugar la inversión de valor,  que se refiere a cambiar el significado de peyorativo a neutro o positivo. Segundo, la neutralización, que se refiere a negar el término a quienes quieren utilizarlo (o palabras en general), para oprimir y perjudicar a otro grupo. La explotación del estigma, por último, se refiere al uso de tales términos como recordatorio de que un grupo determinado ha sido objeto de un trato injusto. Estos objetivos pueden ser mutuamente excluyentes; en concreto, la explotación del estigma es incompatible con los otros dos objetivos.
La reapropiación puede considerarse tanto un proceso psicológico individual como un proceso sociológico a nivel societal. En cuanto al proceso personal, se ha discutido en el contexto del empoderamiento que se deriva de «desarmar el poder de un grupo dominante para controlar las perspectivas de uno mismo y la de los demás», y de ganar control sobre la forma en que uno es descrito y, por tanto, sobre la propia imagen, el autocontrol y la autorreflexión. Brontsema escribió que «En el corazón de la reapropiación lingüística está el derecho a la autodefinición, a forjar y ponerle nombre a la propia existencia». Otros estudiosos han relacionado este concepto con el de autonombrarse. Académicos como Judith Butler o Michel Foucault también han hecho hincapié en el proceso de empoderamiento y en la negación del lenguaje como herramienta de opresión y abuso de poder, refiriéndose este último a él como «discurso inverso».
En cuanto al proceso de empoderamiento sociopolítico más amplio, también se ha atribuido al proceso de reapropiación el mérito de promover la justicia social y fomentar la solidaridad de grupo; se ha argumentado que grupos de activistas que participan en este proceso tienen más probabilidades de ser vistos como representativos de sus propios grupos y de ver que éstos aumenten su poder y estatus en su sociedad. Académicos han argumentado que quienes utilizan estos términos para describirse a sí mismos en el acto de reapropiación «se sentirán poderosos y, por lo tanto, verán su etiqueta de grupo como menos estigmatizante». Quienes lo observen deducirán que el grupo tiene poder y, por tanto, verán la etiqueta o rótulo como menos saturada de negatividad». Según Paul B Preciado, los grupos deciden reapropiarse de la injuria para hacer de ella un lugar de acción política y de resistencia a la normalización.
La reapropiación de la injuria incluye su transformación en palabra de autonominación. El uso en primera persona de palabras que funcionan o han funcionado como insultos subvierte su significado. El uso hegemónico del insulto o injuria es un proceso por el cual el sujeto es constituido como excluido, abyecto, como sujeto no legítimo en un orden o régimen. La enunciación injuriosa acumula el poder de la autoridad a través de la repetición o cita en un conjunto de prácticas autoritarias precedentes.
Por el proceso de reapropiación, la injuria es utilizada en un contexto intencional distinto y rompe y subvierte esa cadena de transferencia autoritaria por la cual el sujeto al que interpela es excluido, y produce, así, efectos de construcción y afirmación identitaria por la cual su significado es modificado de forma radical: de ser la marca que define un espacio no habitable, pasa a ser un signo de identificación colectiva, de afirmación comunitaria y de construcción de prácticas relativamente autónomas. La fuerza de la autoridad es desplazada y la legitimidad de la nominación transferida desde la instancia normativa del régimen a los sujetos excluidos del mismo.
La reapropiación de términos peyorativos por parte de los movimientos sociales a los que estos se refieren tiene una larga tradición: Michel Foucault hablaba, en el primer volumen de la Historia de la sexualidad, de un «discurso reverso» a través del que la homosexualidad comenzó a hablar de sí misma, reivindicando para ello los términos con los que había sido médicamente descalificada. Comenzó siendo habitual en habla inglesa tanto con términos relativos a la sexualidad como a la identidad étnico-cultural, religión, diversidad funcional, ideología política. Un claro ejemplo de reapropiación de una injuria relacionada con la identidad étnico-cultural en idioma inglés es la palabra nigger. Posteriormente los movimientos sociales hispanoparlantes también lo han desarrollado con el uso de palabras como marica, sudaca, veneco, tullido/a, puta o gorda. Esta reapropiación del insulto solo tiene sentido cuando la lleva a cabo el colectivo referido.
Aunque estos términos se utilizan más a menudo en el contexto del lenguaje, este concepto también se ha empleado en relación con otros conceptos culturales, por ejemplo en el debate sobre estereotipos, la cultura popular,  la literatura de ciencia ficción o la resignificación de tradiciones.